# Yueqin

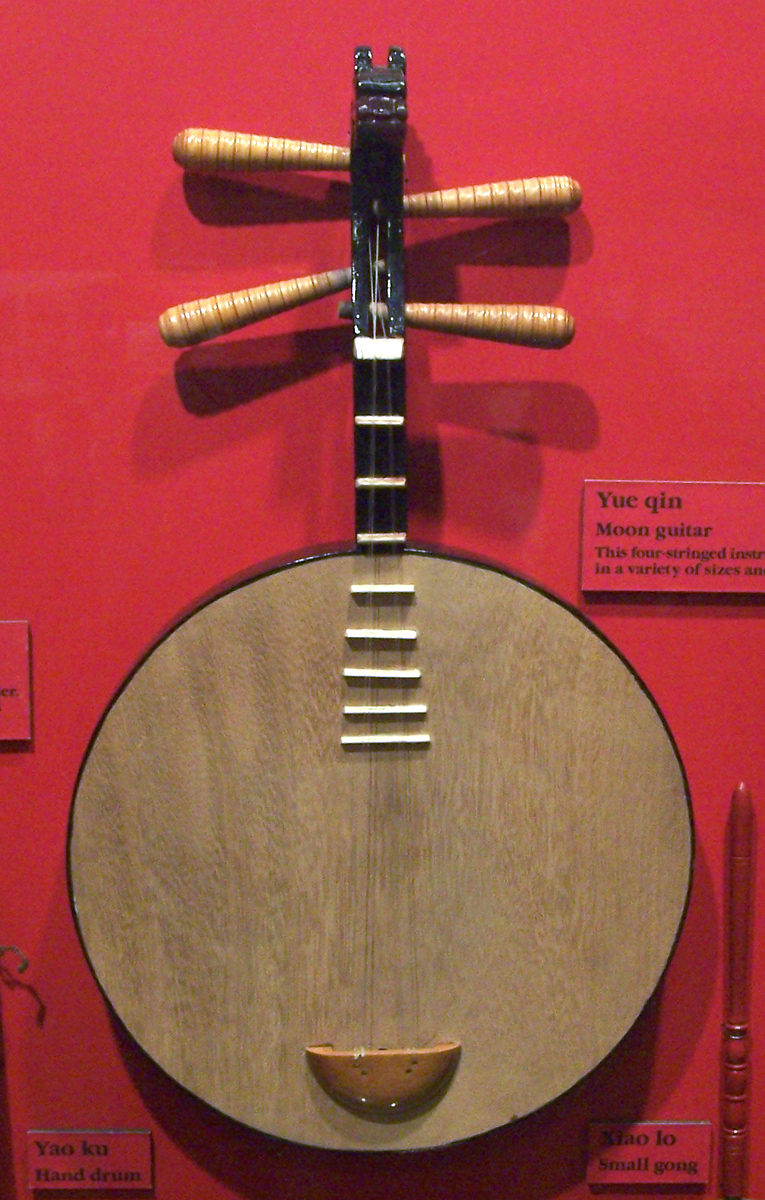
Yueqin

Le yueqin est un luth chinois à manche court appelé aussi guitare-lune. « Gut-komm » est la prononciation en cantonais du luth à quatre cordes chinois yueqin 月琴 selon de rares sources du XIXe siècle,. Le nom signifie « instrument à cordes [en forme] de lune ». On transcrirait plus proprement yut-komm.

## Lutherie
Il en existe deux variantes :
- soit la caisse de résonance est ronde comme la pleine Lune.
- soit la caisse de résonance est octogonale.

Le manche est court et fretté ; celles-ci se prolongent sur la table d'harmonie en bois. Il est prolongé par un grand cheviller traditionnel courbe avec quatre grandes chevilles. Il y a quatre cordes en soie fixées sur le chevalet.